# Grin (album, Coroner)
Grin (v překladu z angličtiny úšklebek) je páté studiové album švýcarské thrash metalové kapely Coroner. Vydáno bylo v roce 1993 hudebním vydavatelstvím Noise Records. Bylo nahráno ve studiu Greenwood Studios ve Švýcarsku. Je to poslední studiové album kapely, poté následovala kompilační CD. Na tomto albu je zřetelný posun od dosavadní charakteristické tvorby kapely směrem k experimentálnímu metalu, v některých skladbách jsou použity samply a ambient.
Skladbu „Paralyzed, Mesmerized“ vydala jako coververzi s mírně odlišným názvem „Paralized, Mesmerized“ na svém albu Internal Complexity z roku 2005 polská technical death metalová kapela Sceptic.

## Seznam skladeb
1. "Dream Path" – 1:11
2. "The Lethargic Age" – 4:17
3. "Internal Conflicts" – 6:19
4. "Caveat (To the Coming)" – 6:39
5. "Serpent Moves" – 7:38
6. "Status: Still Thinking" – 6:14
7. "Theme for Silence" – 1:32
8. "Paralyzed, Mesmerized" – 8:09
9. "Grin (Nails Hurt)" – 7:22
10. "Host" – 8:23

## Sestava
- Ronald Broder (pseudonym Ron Royce) – vokály, baskytara
- Thomas Vetterli (pseudonym Tommy T. Baron) – kytara, syntezátor
- Markus Edelmann (pseudonym Marquis Marky) – bicí, doprovodné vokály